# Émile Roger Lombertie
Pour le député communiste, voir Émile Roger.
Émile Roger Lombertie, né le 20 février 1951 à Champsac (Haute-Vienne), est un psychiatre et homme politique français.
Ancien membre de l'UMP puis des Républicains, il est maire de Limoges depuis 2014.

## Biographie

### Origines familiales
La plupart des ancêtres d'Émile Roger Lombertie sont agriculteurs ou petits artisans, se rattachant pour certains à quelques familles de la petite bourgeoisie rurale. Premier né d'une fratrie de quatre enfants, fils d'agriculteurs, Emile-Roger Lombertie passe toute son enfance à la ferme familiale, à Champagnac-la-Rivière. Il témoigne sur cette époque : « J'ai vécu entre le représentant du syndicat des agriculteurs propriétaires qu'était mon grand-père Pierre Lombertie, installé au Puy de Champagnac, et celui du syndicat des métayers, mon grand-père maternel, Jean Vaudon ». L'un était gaulliste, l'autre communiste[pertinence contestée].
Il est marié, père de deux enfants et quatre fois grand-père.

### Formation et vie professionnelle
Il poursuit sa scolarité à Oradour-sur-Vayres puis à Nexon, avant d’entrer au lycée Gay-Lussac à Limoges,.
Diplômé de l'Université de Limoges, il est titulaire d'un doctorat en psychiatrie. Émile Roger Lombertie exerce comme psychiatre, chef de pôle hospitalier au centre Esquirol. Il se spécialise notamment sur les questions d'addiction ; il est à l'origine du Pôle d'addictologie du Limousin.

### Engagement politique

#### Élection à la mairie de Limoges
Signataire de la charte de La Manif pour tous, il s'engage en politique à l'occasion des élections municipales de 2014 à Limoges, sa candidature étant évoquée par la presse dès début 2013. Laurent Wauquiez député UMP de Haute-Loire inaugure la permanence d'Émile-Roger Lombertie à Limoges,. À la tête d'une liste d'union UMP-UDI-MoDem « Aimons Limoges, choisissons l'alternance », il remporte ce scrutin à la surprise générale avec 45,07 % des voix, dans une triangulaire, face au maire sortant Alain Rodet,. Le Monde estime que l'origine civile du nouveau maire est une des raisons de sa victoire.
Le 4 avril 2014, il est élu maire de Limoges par le conseil municipal. Émile Roger Lombertie devient alors le premier maire issu de la droite limougeaude depuis 102 ans, à l’exception de la parenthèse André Faure durant l'Occupation. Le 15 avril 2014, il est élu 8e vice-président de la communauté d'agglomération Limoges Métropole.
Les débuts de son mandat à la mairie sont marqués par une attention particulière à la démocratie de proximité, notamment avec la retransmission des conseils municipaux et la mise en place de dix mairies de quartier, et par sa signature de la charte de l'association Anticor qui entre autres conséquences fait de Limoges la première ville de plus de 100 000 habitants à mettre en place une commission « éthique et transparence » chargée de veiller à la probité des élus. Il se fait également remarquer par la promulgation d'arrêtés contestés visant à limiter la prostitution et la mendicité en centre-ville[réf. nécessaire].
En 2016, sont engagés le réaménagement du centre-ville et la rénovation urbaine du quartier de La Bastide, l'aménagement du Val de l'Aurence, la réfection des halles Carnot, les premiers coups de pelleteuses dans la Caserne Marceau, l'inauguration de la salle Henri Normand où évolue le Limoges Handball et le lancement du réaménagement de la place de la République,,. En 2018, sont aussi réaménagés le monument aux morts de la place Jean-Baptiste Jourdan, ou encore les bords de Vienne,. En 2019, il inaugure le pôle jeunesse Sanfourche pour l'enfance au cœur du quartier de Beaubreuil dans le cadre du programme de rénovation urbaine du quartier.

#### Deuxième mandat
En 2020, candidat à un second mandat, il mène une liste LR-UDI-MoDem-Cap21. Il arrive largement en tête au premier tour, et l'emporte au second, face à Thierry Miguel, tête de liste PS-PCF-ADS-Collectifs citoyens. Il se porte ensuite candidat aux élections sénatoriales de 2020 dans la Haute-Vienne. Il échoue à se faire élire sénateur, battu par les deux candidats de gauche Isabelle Briquet et Christian Redon-Sarrazy.
Avec l'élection de Guillaume Guérin le 8 juillet 2020, la communauté urbaine de Limoges Métropole est présidée pour la première fois par la droite. Après la réélection du maire de Limoges, Émile Roger Lombertie, la mairie et l'agglomération vont avancer à l'unisson et prioriser le développement économique.
Le 27 juin 2022, peu après les élections législatives qui ont abouti sur une majorité relative pour le camp d'Emmanuel Macron, il est co-signataire d'une tribune publiée dans Le Figaro à l'initiative du maire de Nice Christian Estrosi, aux côtés de nombreux maires issus de la droite, comme Arnaud Robinet, Jean-Luc Moudenc, ou Natacha Bouchart appelant les parlementaires « au compromis sans compromission » pour « négocier un accord de gouvernement » avec la majorité présidentielle[pertinence contestée]. L'année suivante, il signale ne plus être adhérent du parti Les Républicains.
Durant son second mandat, il organise la transition de la politique de fleurissement vers la plantation de plantes nourricières en ville, dont les légumes sont distribués gratuitement,, augmente les effectifs de la police municipale et met en place un plan de sobriété énergétique.
Sa majorité fait également face à une fronde des commerçants de la rue Jean-Jaurès concernant la mise en place de la piétonnisation,, et essuie des critiques relatives au chantier de la place de la République. La politique culturelle de la ville de Limoges, marquée par la baisse des moyens des structures municipales ou la réorganisation du salon Lire à Limoges,, ou la coordination difficile avec la communauté urbaine concernant la mise en place du bus à haut niveau de service,, sont également critiqués. L'opposition municipale déplore un manque d'anticipation et d'écoute et un projet guidé par le ressentiment.
Ses interventions au conseil municipal, marquées par des allusions religieuses, font parfois l'objet de critiques.
En avril 2023, il signale ne pas être à ce stade candidat à un troisième mandat, avant de nuancer cette position en juillet.
Le 26 janvier 2025, Emile Roger Lombertie assiste au congrès du mouvement "Horizons" à Bordeaux l'ancien fief d’Alain Juppé le congrès est tenu par le maire du Havre, à la tête du parti Horizons Édouard Philippe. 
Le réaménagement des bords de Vienne, entrepris par la ville depuis plusieurs années entrepris en 2018 se termine rive droite. Les travaux de la Rive Gauche, quant à eux, débuteront en 2026,.
C'est un projet porté par le maire de Limoges, Emile-Roger Lombertie, depuis plus de dix ans avec pour objectif de moderniser l’offre sportive et de réduire les coûts d’exploitation du site. Ce mardi 1er juillet 2025, les travaux commencent par les deux salles annexes puis qui donnera lieu à la construction de la nouvelle brasserie. Une première phase jusqu’en 2027. Les travaux sont prévus jusqu'en 2029 avec la restructuration du Palais des sports de Beaublanc puis le parvis Albert-Chaminade (1912-2009), entre la piscine et le Palais des sports, sera réaménagé et ré-arboré pour un coût de 70 millions d'euros hors taxes,,,.

## Affaire judiciaire
En février 2025, Émile Roger Lombertie et deux de ses adjoints sont visés par une plainte pour harcèlement moral interpersonnel et harcèlement institutionnalisé par l’absence totale d’intervention hiérarchique malgré plusieurs alertes. La plainte fait l'état de 6 victimes présumées, elle est déposée par une ancienne collaboratrice et un cadre toujours en poste au sein de la collectivité de Limoges.
Les deux plaignants rapportent aussi des faits d'agression sexuelle et de harcèlement sexuel sur d'autres personnes, ainsi que de propos sexistes de la part du maire.
Le 6 mai 2025, il est entendu par un juge d'instruction. Le lendemain, le procureur de la République de Tulle annonce sa mise en examen « cette semaine » : pour harcèlement moral sur cinq victimes et harcèlement sexuel par une personne abusant de l’autorité conférée par ses fonctions sur une victime.

## Distinctions et décorations
Il reçoit le 31 janvier 2015 le prix éthique de l'association Anticor pour avoir mis en œuvre de la manière la plus complète les engagements de sa charte éthique.
- Chevalier de l'ordre national du Mérite
- Chevalier de la Légion d'honneur par l'ancien Premier ministre Edouard Philippe, en 2021[45].

### Film-documentaire
- Limoges, la promesse d'une politique différente, réalisé par Jean-Louis Saporito, écrit par J.-L. Saporito, Carlos Parédès et Sylvain Thévenard, 2015.